# Distribution hémisphérique
 (mars 2017).
Si vous disposez d'ouvrages ou d'articles de référence ou si vous connaissez des sites web de qualité traitant du thème abordé ici, merci de compléter l'article en donnant les références utiles à sa vérifiabilité et en les liant à la section « Notes et références ».
La distribution hémisphérique H d'une grandeur physique Q décrit la manière dont cette grandeur se répartit en direction, par rapport à une surface élémentaire d'émission ou de réception. C'est une grandeur fonction de la direction considérée, qui multipliée par l'étendue de faisceau d'un faisceau élémentaire donne la part de Q transmise ou reçue par ce faisceau élémentaire depuis cet élément de surface. Contrairement à la distribution angulaire, qui porte sur tout l'espace, la distribution hémisphérique n'est définie que dans la demi-sphère extérieure à l'élément de surface considéré.

## Présentation
Pour une émission d'apparence isotrope, donnant donc une intensité globale apparente indépendante de l'orientation relative de la surface, la contribution d'un élément de surface dans une direction donnée doit varier en {\displaystyle \scriptstyle \cos(\theta )}, où θ est l'angle de la direction par rapport à la normale à la surface source, parce que c'est de cet angle que l'élément de surface sera vu dans la direction d'observation. Pour cette raison, l'étendue géométrique élémentaire d2G d'un faisceau lumineux émis par l'élément de surface {\displaystyle \scriptstyle {\overrightarrow {\mathrm {d} S}}} dans la direction {\displaystyle \scriptstyle {\overrightarrow {\mathrm {d} \Omega }}}, qui représente en quelque sorte l'« épaisseur » qu'a ce faisceau élémentaire dans l'espace, est donnée par la formule :
{\displaystyle \mathrm {d} ^{2}G=\cos \theta .\mathrm {d} \Sigma .\mathrm {d} \Omega ={\overrightarrow {\mathrm {d} S}}\cdot {\overrightarrow {\mathrm {d} \Omega }}}
En amont, si la grandeur physique dQ émis par l'élément de surface {\displaystyle \scriptstyle {\overrightarrow {\mathrm {d} S}}} se répartit dans l'hémisphère (donc sur la moitié des 4π stéradian que représente la sphère unité), l'émission globale de cet élément doit être l'intégrale d'une fonction de répartition X sur l'ensemble des faisceaux élémentaires dans la direction {\displaystyle \scriptstyle {\vec {u}}} sous un angle solide élémentaire {\displaystyle \scriptstyle {\overrightarrow {\mathrm {d} \Omega }}}  :
{\displaystyle \mathrm {d} Q=\left(\int _{2\pi }X({\vec {u}}).\cos \theta .\mathrm {d} \Omega \right).\mathrm {d} S=\left(\int _{2\pi }{\partial  \over \partial G}.(Q)_{({\vec {u}})}.\mathrm {d} G\right).\mathrm {d} S}

## Définition
Par définition, la distribution hémisphérique H est la dérivée partielle par rapport à l'angle solide de l'émission Q au point P, divisée par le cosinus de l'angle à la normale en P.
{\displaystyle H_{(P,{\vec {u}})}={1 \over \cos \theta }.{\partial  \over \partial \Omega }(P)_{(P,{\vec {u}})}}
Avec cette définition, l'émission globale de cet élément de surface centré sur P est correctement donnée par l'intégration de cette fonction par rapport à l'étendue géométrique du faisceau :
{\displaystyle \int _{2\pi }H_{(P,{\vec {u}})}.\cos \theta .\mathrm {d} \Omega =\int _{2\pi }H_{(P,{\vec {u}})}.\mathrm {d} G=Q_{(P)}}

## Dimension
Si la grandeur Q est de dimension [Q], sa distribution hémisphérique H sera de grandeur [Q]sr−1 (...par stéradian).
La distribution hémisphérique n'a de sens que par rapport à un élément de surface, émetteur ou récepteur. La grandeur dont on étudie la distribution est donc nécessairement une grandeur intensive scalaire, et la distribution est elle-même également une grandeur intensive, dont la mesure se fait en un point donné de la surface considérée.
Par ailleurs, un angle solide élémentaire a une grandeur d'orientation en {\displaystyle 1_{z}}. La distribution hémisphérique a donc également une grandeur d'orientation de même direction.

## Intégrale de surface sur une distribution hémisphérique
En physique, certaines grandeurs (comme notamment la luminance énergétique {\displaystyle \scriptstyle {\vec {L}}_{e}}) décrivent la manière dont un élément de surface émet un rayonnement dans une direction d'angle solide élémentaire. L'intégrale d'une telle grandeur sur la demi-sphère d'émission donne alors correctement la puissance totale rayonnée par cet élément de surface (qui serait ici l'exitance {\displaystyle \scriptstyle M_{e}}). En revanche, l'intégrale de surface d'une telle  distribution, qui doit a priori donner la puissance totale rayonnée par le système dans cette direction d'angle solide élémentaire (dans ce cas, l'Intensité énergétique {\displaystyle \scriptstyle {I_{\mathrm {e} }}}), demande plus de précaution.
Le premier problème est qu'une telle grandeur, qui est portée à la fois par un angle solide élémentaire et par un élément de surface, correspond en fait à la dérivée partielle du rayonnement global (ici, le flux énergétique) par rapport à l'étendue de faisceau, et non simplement par rapport à la surface et à l'angle solide. La différence entre les deux se manifeste notamment par le facteur en {\displaystyle \scriptstyle 1/\cos \theta } que l'on voit apparaître dans le lien entre luminance énergétique et exitance :
{\displaystyle {\vec {L}}_{e}} = {\displaystyle {1 \over \cos \theta }{\overrightarrow {\partial  \over \partial \Omega }}} {\displaystyle M_{e}}
L'écart entre l'intégrale de surface et l'étendue de faisceau se manifestera de même par un facteur en {\displaystyle \scriptstyle \cos \theta }, traduisant la différence d'orientation entre la direction d'émission {\displaystyle \scriptstyle {\vec {u}}} et l'élément de surface sur lequel se fait l'intégration :
{\displaystyle {\overrightarrow {\mathrm {d} I_{\mathrm {e} }}}_{({\vec {u}})}={\overrightarrow {L_{\mathrm {e} }}}_{({\vec {u}})}.\cos \theta .\mathrm {d} S\qquad } et donc : {\displaystyle \quad {\overrightarrow {\mathrm {I} _{\mathrm {e} }}}_{({\vec {u}})}=\int _{\Sigma }{\overrightarrow {L_{\mathrm {e} }}}_{({\vec {u}})}.\cos \theta .\mathrm {d} S}
On peut formellement faire apparaître ce facteur cosinus à travers le produit scalaire entre cette grandeur et l'élément de surface, l'intégrale de surface s'apparentant alors numériquement à l'intégrale d'un flux :
{\displaystyle {I_{\mathrm {e} }}_{({\vec {u}})}} = {\displaystyle \int _{\Sigma }{\overrightarrow {L_{\mathrm {e} }}}_{({\vec {u}})}\cdot {\overrightarrow {\mathrm {d} S}}}
Cette écriture est cependant incorrecte (même si en amont la distribution est celle d'un « flux énergétique »), parce qu'elle fait perdre l'information sur la direction de l'étendue de faisceau : la valeur que doit prendre l'intégrale n'est pas un scalaire, comme dans une intégrale de flux, mais ici une intensité énergétique, qui est définie par rapport à une direction.
L'autre difficulté est une difficulté pratique : la surface sur laquelle doit être faite l'intégration n'est pas toute la surface du système émetteur, mais uniquement celle qui contribue à l'étendue de faisceau dans la direction considérée. En particulier, les seuls éléments de surface qui peuvent contribuer à cette étendue de faisceaux sont ceux pour lesquels {\displaystyle \scriptstyle \cos \theta } est positif (puisque dans le cas contraire, la direction visée est orientée vers l'intérieur du solide) :
{\displaystyle \quad {\overrightarrow {\mathrm {I} _{\mathrm {e} }}}_{({\vec {u}})}=\int _{\cos \theta \geq 0}{\overrightarrow {L_{\mathrm {e} }}}_{({\vec {u}})}.\cos \theta .\mathrm {d} S}
De plus, si la condition que {\displaystyle \scriptstyle \cos \theta } soit positif est nécessaire, elle n'est suffisante que dans le cas de surfaces convexes. Si la surface présente des concavités, il faut de plus traiter la manière dont émettent ou reçoivent les zones d'ombre associées, ce qui demande alors une étude au cas par cas, dépendant à la fois de la géométrie de l'objet et de la direction d'observation.

## Exemples
- {\displaystyle {1 \over \cos \theta }{\overrightarrow {\partial  \over \partial \Omega }}} {\displaystyle M_{e}} = {\displaystyle L_{e}} : la distribution hémisphérique de l'exitance est la luminance énergétique.